# Stubaital

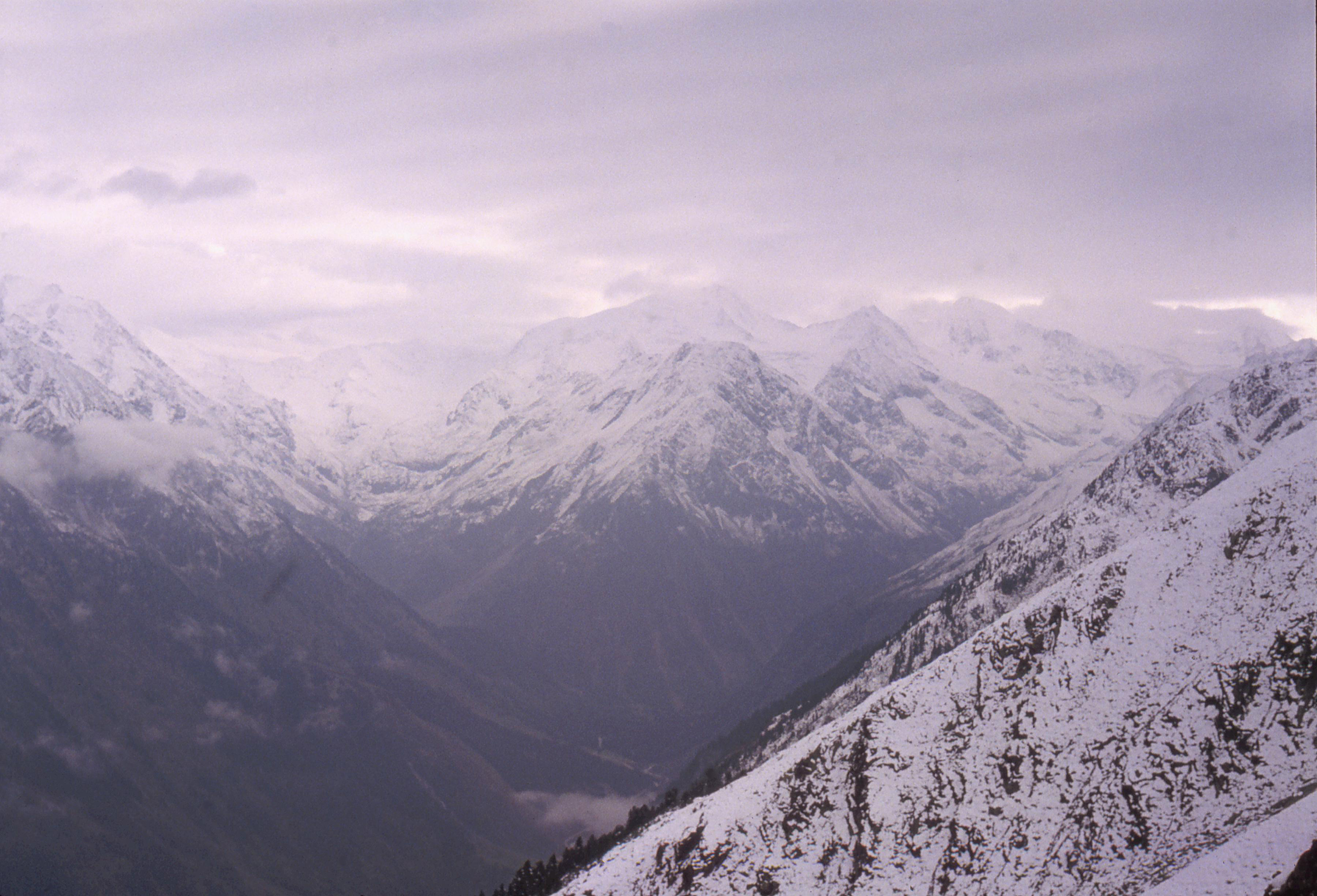
Widok na dolinę Stubaital ze szczytu Huhnerspiel

Stubaital (Dolina Stubai) to dolina w Alpach w austriackim kraju związkowym Tyrol. Przepływa przez nią rzeka Ruetz.
Dolina Stubai ciągnie się przez ok. 35 km na południowy zachód od Schönberg im Stubaital. Łatwo do niej dojechać z Innsbrucka. Największe miasteczka w dolinie to: Schönberg im Stubaital, Mieders, Fulpmes i Neustift.
U szczytu doliny znajduje się lodowiec Stubai, uznawany za największy lodowcowy teren narciarski w Austrii.

## Turystyka

### Turystyka zimowa
W Dolinie Stubai znajdują się 4 ośrodki narciarskie: Lodowiec Stubai (Stubaier Gletscher), Schlick 2000 (wjazd kolejką z Fulpmes), Elfer (wjazd z Neustift) i Serles (wjazd przy Mieders).
Dolina Stubai kilkukrotnie została wyróżniona tytułem „najbardziej przyjaznego dla rodzin terenu narciarskiego” w Austrii, przyznawanego przez przewodnik narciarski ADAC SkiGuide (w 2011 i 2012 roku).
W dolinie jest 12 naturalnych torów saneczkowych. Każdy z nich posiada odznakę „Tiroler Naturrodelbahn-Gütesiegel”, przyznawaną przez władze Tyrolu naturalnym torom saneczkowym spełniającym wyznaczone kryteria bezpieczeństwa i jakości.
Niemcy i Polacy (poza Austriakami) są w czołówce narodów najliczniej odwiedzających dolinę.
Lodowiec Stubai jest największym, lodowcowym terenem narciarskim w Austrii, gdzie śnieg utrzymuje się na stokach od października do czerwca. W ośrodku jest 35 tras narciarskich o różnym stopniu trudności oraz 26 wyciągów. W połowie października 2017 r. uruchomiono nowoczesną, trójlinową kolejkę gondolową 3S Eisgratbahn, odporną na silny wiatr, która w ciągu 12 minut umożliwia wjazd z dolnej stacji (1697 m n.p.m.) do górnej – Eisgrat (2900 m n.p.m.), bez wysiadania na stacji pośredniej Fernau. Jest to najdłuższa trójlinowa kolejka gondolowa w Alpach (ma 4,7 km). Gondole zaprojektowało słynne włoskie studio Pininfarina.

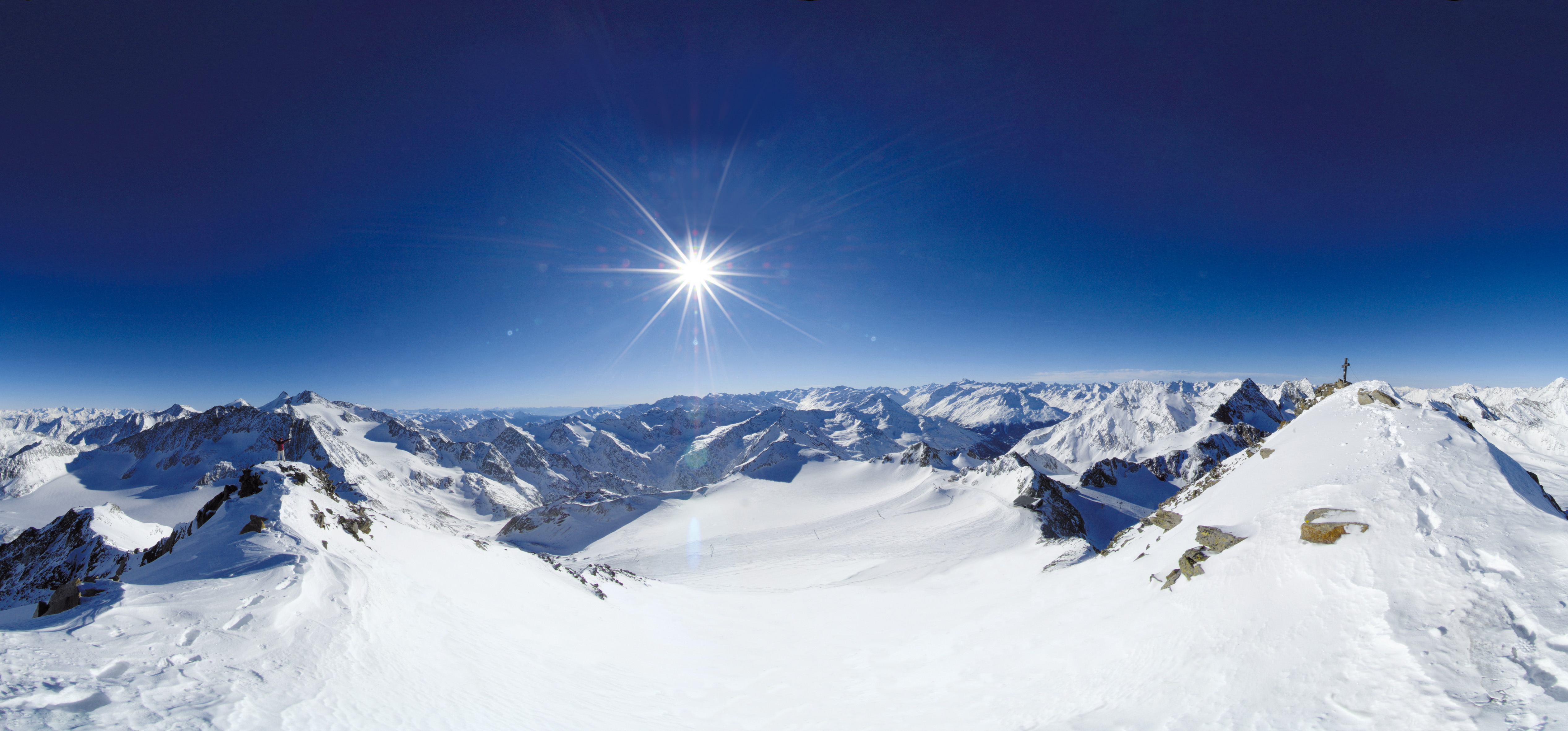
Panorama z lodowca Stubai.

Na lodowcu znajduje się szkółka narciarska, przedszkole, restauracja dla dzieci, specjalne trasy zjazdowe BIG Family Boardercross i BIG Family Fun Slope, jaskinia lodowa o długości 200-metrów oraz platforma Top of Tyrol (3210 m n.p.m.) z widokiem na ponad 109 trzytysięczników należących do Alp Sztubajskich, Ortler i Dolomitów.
Schlick 2000 jest drugim co do wielkości w dolinie ośrodkiem narciarskim. Na jego terenie znajduje się 8 łatwych nartostrad (niebieskich), 5 o średniej trudności (czerwone) i 3 trudne (czarne), średnio wymagający szlak narciarski Kreuzjoch-Schlick, snowpark, zimowe szlaki piesze oraz 2 naturalne tory saneczkowe. W szkółce narciarskiej dla dzieci BIG Family Skizentrum Schlick 2000 przy pośredniej stacji Froneben jest specjalny plac do nauki jazdy na nartach oraz świetlica (przyjmowane są dzieci już od 3. miesiąca życia). Na wysokości 2 130 m n.p.m. przy górskiej stacji kolejki Kreuzjoch znajduje się punkt startowy dla paralotniarzy. Co roku odbywają się tu międzynarodowe zawody paralotniarskie Stubai Cup.  
Ośrodek narciarski Elfer zlokalizowany jest na zboczu szczytu Elferspitze (2 505 m n.p.m.). Można do niego wjechać kolejką z Neustift, a w samym ośrodku funkcjonują 2 wyciągi orczykowe. Elfer ma 2 średnio trudne stoki (czerwone), 1 średnio trudną trasę narciarską do doliny, kilka tras do wędrówek zimowych oraz punkt startowy dla paralotniarzy z lądowiskiem przy Neustift. Elfer posiada 3 naturalne tory saneczkowe, w tym 2 najdłuższe tory w Dolinie Stubai o długości 8 km: tor Elfer – Neustift oraz Elfer – Pinnistal. Oba są oświetlane nocą trzy razy w tygodniu. Od 2016 roku w Elfer odbywa się festiwal saneczkarski Rodeltestival (w styczniu). Dobrym punktem widokowym jest ogromny, drewniany zegar słoneczny (ma średnicę 8 m), otoczony pomostem o szerokości 2 metrów. Zegar postawiono w 2013 roku z okazji jubileuszu 50-lecia istnienia kolejki Elferlifte.  
Ośrodek narciarski Serles leży poniżej góry Serles (2 717 m n.p.m.). Z Mieders na wysokość 1 606 m jeździ kolejka gondolowa, a w ośrodku działają 2 wyciągi orczykowe. W Serles są 2 średnio trudne nartostrady (czerwone), 2 łatwe (niebieskie), kilka zimowych szlaków pieszych (m.in. do klasztoru Maria Waldrast) oraz tory saneczkowe.